# Пружинная подвеска
Пружинная подвеска — подвеска автомобиля, в которой упругими элементами являются винтовые или тарельчатые пружины.
Пружины подвески могут иметь как линейную, так и нелинейную упругую характеристику на сжатие. При работе воспринимают только усилия, приложенные вдоль оси, поэтому при их использовании в подвеске таковая всегда должна иметь направляющие устройства рычажного или телескопического типов. При этом винтовые пружины сочетаются с любым типом зависимой и независимой подвесок и никак не определяют кинематику их направляющих устройств.
В качестве упругого элемента подвески передних и задних колёс пружины применяются на любых легковых автомобилях: дорожных, спортивных, гоночных и внедорожных. Являются практически единственно возможным типом упругого элемента на мотоциклах и прочих двухколёсных транспортных средствах. Применяются в подвесках тракторов и  сельскохозяйственных машин. Не применяются на транспортных средствах с кратной разницей между снаряжённой и полной массами: автобусах, грузовых автомобилях, седельных тягачах.